# Dario Passoni
Dario Passoni (Cassano d'Adda, 9 febbraio 1974) è un allenatore di calcio ed ex calciatore italiano, di ruolo centrocampista.

## Caratteristiche tecniche
Impostato in gioventù come difensore centrale, nel corso della carriera ha giocato prevalentemente come regista. Nelle ultime stagioni Emiliano Mondonico lo ha riportato al centro della difesa, nel ruolo di libero, nonostante una certa lentezza nel ruolo.

## Carriera
Cresce calcisticamente nella Primavera dell'Inter, con cui esordisce disputando una partita di Coppa Italia contro la Juventus. Nel 1993 passa al Casarano, prima in prestito e poi ceduto a titolo definitivo. Vi rimane due stagioni, disputando 54 partite e segnando 5 gol. Il d.s. Pantaleo Corvino lo vende nell'annata 1995-1996 alla Fidelis Andria in serie B, dove disputa 33 partite segnando 3 gol.
L'anno successivo passa al Venezia, con cui disputa solo la prima parte della stagione, per poi passare al Chievo Verona. Vi rimane per cinque anni, tutti in Serie B con 106 presenze e 5 gol realizzati, conquistando la prima promozione in Serie A nel campionato 2000-2001. Nel settembre del 2001 passa in prestito al Siena, di nuovo in Serie B (32 gare e 2 reti), prima di tornare al Chievo, col quale esordisce in Serie A il 29 settembre 2002 contro l'Inter.
In prossimità della scadenza di contratto con il Chievo decide di provare l'avventura estera nell'Uralan Elista, squadra militante nella Premjer Liga russa allenata dall'ex interista Igor Shalimov, dove disputa 28 partite segnando 3 gol, diventando, assieme al connazionale Alessandro Dal Canto, il primo calciatore italiano a giocare nel campionato russo. Nel gennaio 2004 torna in Italia, al Livorno, con cui è uno dei protagonisti della promozione in Serie A degli amaranto.
Tra la stagione 2003-2004 e la stagione 2006-2007 gioca 77 partite e segna il suo primo gol in Serie A. Nel 2007 scende in Serie B, firmando un contratto triennale che lo lega al Mantova; vi rimane per due stagioni e mezzo, prima di passare in prestito al Piacenza nel gennaio 2009. Con gli emiliani conquista la salvezza, contribuendo in modo significativo alla positiva seconda parte di campionato nel ruolo di regista.
Il 31 agosto 2009 l'AlbinoLeffe rileva per intero il suo cartellino e Passoni firma un contratto biennale. Durante la stagione 2009-2010 gioca con continuità e totalizza 34 presenze in maglia bluceleste.
Nel mese di luglio 2011 si trasferisce al Folzano, squadra bresciana di Promozione con la quale ottiene la promozione in Eccellenza.

## Calcioscommesse
Coinvolto nel calcioscommesse dell'inchiesta di Cremona, il 31 maggio 2012 patteggiando viene squalificato per 1 anno e 2 mesi.
Il 26 luglio viene deferito dal procuratore federale Stefano Palazzi per illecito sportivo, divieto scommesse e violazione art.1 di lealtà sportiva in merito a Albinoleffe-Siena del 2011 (secondo filone di indagini della procura di Cremona)
Il 1º agosto dopo essersi visto rifiutare la richiesta di 4 mesi di squalifica con patteggiamento, ripatteggia e ottiene una squalifica pari a 6 mesi e 15 giorni da sommare ai 14 mesi del precedente processo.
Il 10 dicembre per il filone di Napoli patteggia 9 mesi di squalifica che, sommati alle condanne precedenti, fanno un totale di 2 anni, 5 mesi e 15 giorni di squalifica. Il 30 maggio era già stato archiviato in relazione al procedimento ordinario penale.
Il 9 febbraio 2015 la procura di Cremona termina le indagini e formula per lui e altri indagati le accuse di associazione a delinquere e frode sportiva.

## Statistiche

### Presenze e reti nei club
| Stagione           | Squadra            | Campionato         | Campionato | Campionato | Coppe nazionali | Coppe nazionali | Coppe nazionali | Coppe continentali | Coppe continentali | Coppe continentali | Altre coppe | Altre coppe | Altre coppe | Totale | Totale |
| Stagione           | Squadra            | Comp               | Pres       | Reti       | Comp            | Pres            | Reti            | Comp               | Pres               | Reti               | Comp        | Pres        | Reti        | Pres   | Reti   |
| ------------------ | ------------------ | ------------------ | ---------- | ---------- | --------------- | --------------- | --------------- | ------------------ | ------------------ | ------------------ | ----------- | ----------- | ----------- | ------ | ------ |
| 1991-1992          | Inter              | A                  | 0          | 0          | CI              | 1               | 0               | CU                 | 0                  | 0                  | -           | -           | -           | 1      | 0      |
| 1992-1993          | Inter              | A                  | 0          | 0          | CI              | 0               | 0               | -                  | -                  | -                  | -           | -           | -           | 0      | 0      |
| Totale Inter       | Totale Inter       | Totale Inter       | 0          | 0          |                 | 1               | 0               |                    | 0                  | 0                  |             | -           | -           | 1      | 0      |
| 1993-1994          | Casarano           | C1                 | 24         | 3          | CI-C            | 0               | 0               | -                  | -                  | -                  | -           | -           | -           | 24     | 3      |
| 1994-1995          | Casarano           | C1                 | 30+2       | 2+1        | CI-C            | 0               | 0               | -                  | -                  | -                  | -           | -           | -           | 32     | 3      |
| Totale Casarano    | Totale Casarano    | Totale Casarano    | 56         | 6          |                 | 0               | 0               |                    | -                  | -                  |             | -           | -           | 56     | 6      |
| 1995-1996          | Fidelis Andria     | B                  | 33         | 3          | CI              | 1               | 0               | -                  | -                  | -                  | -           | -           | -           | 34     | 3      |
| 1996-gen. 1997     | Venezia            | B                  | 10         | 0          | CI              | 1               | 0               | -                  | -                  | -                  | -           | -           | -           | 11     | 0      |
| gen.-giu. 1997     | Chievo             | B                  | 21         | 1          | CI              | -               | -               | -                  | -                  | -                  | -           | -           | -           | 21     | 1      |
| 1997-1998          | Chievo             | B                  | 11         | 0          | CI              | 2               | 1               | -                  | -                  | -                  | -           | -           | -           | 13     | 1      |
| 1998-1999          | Chievo             | B                  | 27         | 3          | CI              | 3               | 0               | -                  | -                  | -                  | -           | -           | -           | 30     | 3      |
| 1999-2000          | Chievo             | B                  | 23         | 1          | CI              | 3               | 0               | -                  | -                  | -                  | -           | -           | -           | 26     | 1      |
| 2000-2001          | Chievo             | B                  | 24         | 0          | CI              | 3               | 0               | -                  | -                  | -                  | -           | -           | -           | 27     | 0      |
| 2001-2002          | Siena              | B                  | 31         | 2          | CI              | 3               | 0               | -                  | -                  | -                  | -           | -           | -           | 34     | 2      |
| 2002-mar. 2003     | Chievo             | A                  | 6          | 0          | CI              | 3               | 0               | CU                 | 1                  | 0                  | -           | -           | -           | 10     | 0      |
| Totale Chievo      | Totale Chievo      | Totale Chievo      | 112        | 5          |                 | 14              | 1               |                    | 1                  | 0                  |             | -           | -           | 127    | 6      |
| 2003               | Uralan             | PL                 | 28         | 3          | KR+CdL          | 0+1             | 0               | -                  | -                  | -                  | -           | -           | -           | 29     | 3      |
| gen.-giu. 2004     | Livorno            | B                  | 19         | 0          | CI              | -               | -               | -                  | -                  | -                  | -           | -           | -           | 19     | 0      |
| 2004-2005          | Livorno            | A                  | 28         | 1          | CI              | 2               | 0               | -                  | -                  | -                  | -           | -           | -           | 30     | 1      |
| 2005-2006          | Livorno            | A                  | 30         | 0          | CI              | 0               | 0               | -                  | -                  | -                  | -           | -           | -           | 30     | 0      |
| 2006-2007          | Livorno            | A                  | 32         | 0          | CI              | 1               | 0               | CU                 | 8                  | 0                  | -           | -           | -           | 41     | 0      |
| Totale Livorno     | Totale Livorno     | Totale Livorno     | 109        | 1          |                 | 3               | 0               |                    | 8                  | 0                  |             | -           | -           | 120    | 1      |
| 2007-2008          | Mantova            | B                  | 30         | 0          | CI              | 0               | 0               | -                  | -                  | -                  | -           | -           | -           | 30     | 0      |
| 2008-gen. 2009     | Mantova            | B                  | 16         | 1          | CI              | 2               | 1               | -                  | -                  | -                  | -           | -           | -           | 18     | 2      |
| Totale Mantova     | Totale Mantova     | Totale Mantova     | 46         | 1          |                 | 2               | 1               |                    | -                  | -                  |             | -           | -           | 48     | 2      |
| gen.-giu. 2009     | Piacenza           | B                  | 17         | 2          | CI              | -               | -               | -                  | -                  | -                  | -           | -           | -           | 17     | 2      |
| 2009-2010          | AlbinoLeffe        | B                  | 34         | 0          | CI              | -               | -               | -                  | -                  | -                  | -           | -           | -           | 34     | 0      |
| 2010-2011          | AlbinoLeffe        | B                  | 19+2       | 0          | CI              | 1               | 0               | -                  | -                  | -                  | -           | -           | -           | 22     | 0      |
| Totale AlbinoLeffe | Totale AlbinoLeffe | Totale AlbinoLeffe | 55         | 0          |                 | 1               | 0               |                    | -                  | -                  |             | -           | -           | 56     | 0      |
| Totale carriera    | Totale carriera    | Totale carriera    | 497        | 23         |                 | 27              | 2               |                    | 9                  | 0                  |             | -           | -           | 533    | 25     |

## Palmarès

### Club

#### Competizioni regionali
- Promozione Lombardia: 1

Folzano: 2011-2012 (Girone E)